# Club Universitario de Deportes 2022
Questa voce raccoglie le informazioni riguardanti il Club Universitario de Deportes nelle competizioni ufficiali della stagione 2022.

## Maglie e sponsor
Il fornitore tecnico per il 2022 è Marathon, mentre lo sponsor ufficiale è Marcadores247.
| 1ª divisa | 2ª divisa |

## Rosa
| N. |                     | Ruolo | Calciatore               |
| -- | ------------------- | ----- | ------------------------ |
| 1  | Perù (bandiera)     | P     | José Carvallo (capitano) |
| 2  | Perù (bandiera)     | C     | Alfonso Barco            |
| 3  | Paraguay (bandiera) | D     | Leonardo Rugel           |
| 4  | Uruguay (bandiera)  | D     | Federico Alonso          |
| 7  | Perù (bandiera)     | A     | Alexander Succar         |
| 8  | Perù (bandiera)     | D     | Nelinho Quina            |
| 10 | Uruguay (bandiera)  | C     | Hernán Novick            |
| 11 | Uruguay (bandiera)  | A     | Luis Urruti              |
| 12 | Perù (bandiera)     | P     | Aamet Calderón           |
| 14 | Perù (bandiera)     | D     | Brayan Velarde           |
| 16 | Perù (bandiera)     | D     | Iván Santillán           |
| 18 | Perù (bandiera)     | A     | Tiago Cantoro            |

| N. |                      | Ruolo | Calciatore        |
| -- | -------------------- | ----- | ----------------- |
| 19 | Panama (bandiera)    | A     | Alberto Quintero  |
| 21 | Perù (bandiera)      | P     | Diego Romero      |
| 23 | Perù (bandiera)      | C     | Jorge Murrugarra  |
| 25 | Perù (bandiera)      | C     | Gerson Barreto    |
| 27 | Perù (bandiera)      | D     | Nelson Cabanillas |
| 29 | Perù (bandiera)      | D     | Aldo Corzo        |
| 30 | Perù (bandiera)      | D     | Piero Guzmán      |
| 35 | Perù (bandiera)      | A     | Guillermo Larios  |
| 36 | Perù (bandiera)      | C     | Piero Quispe      |
| 44 | Perù (bandiera)      | C     | Rodrigo Vilca     |
| 51 | Argentina (bandiera) | C     | Claudio Yacob     |
| 73 | Perù (bandiera)      | C     | Jordan Guivin     |
| 99 | Perù (bandiera)      | A     | Andy Polo         |

## Risultati

### Primera División
| Lima | Academia Cantolao | 0 – 3 | Universitario |  |

| Lima | Universitario | 3 – 0 | Univ. San Martín |  |

| Lambayeque | Carlos Stein | 2 – 1 | Universitario |  |

| Lima | Universitario | 3 – 0 | U. César Vallejo |  |

| Lima | Deportivo Municipal | 2 – 1 | Universitario |  |

| Lima | Universitario | 1 – 1 | Cienciano |  |

| Juliaca | Dep. Binacional | 1 – 0 | Universitario |  |

| Lima | Universitario | 2 – 1 | ADT |  |

| Ayacucho | Ayacucho | 1 – 2 | Universitario |  |

| Lima | Universitario | 1 – 4 | Alianza Lima |  |

| Lima | Universitario | 1 – 1 | Sport Boys |  |

| Piura | Atlético Grau | 0 – 1 | Universitario |  |

| Lima | Universitario | 3 – 1 | Alianza Atlético |  |

| Truijllo | Manucci | 0 – 0 | Universitario |  |

| Lima | Universitario | 1 – 1 | Sporting Cristal |  |

| Arequipa | Melgar | 2 – 0 | Universitario |  |

| Huancayo | Sport Huancayo | 2 – 0 | Universitario |  |

| Lima | Universitario | 1 – 0 | Universidad Técnica de Cajamarca |  |

| Lima | Universitario | 1 – 1 | Academia Cantolao |  |

| Lima | Univ. San Martín | 0 – 4 | Universitario |  |

| Lima | Universitario | 2 – 0 | Carlos Stein |  |

| Trujillo | U. César Vallejo | 1 – 0 | Universitario |  |

| Lima | Universitario | 0 – 1 | Deportivo Municipal |  |

| Cusco | Cienciano | 1 – 0 | Universitario |  |

| Lima | Universitario | 2 – 0 | Dep. Binacional |  |

| Tarma | ADT | 1 – 1 | Universitario |  |

| Lima | Universitario | 2 – 1 | Ayacucho |  |

| Lima | Alianza Lima | 0 – 2 | Universitario |  |

| Callao | Sport Boys | 0 – 1 | Universitario |  |

| Lima | Universitario | 2 – 0 | Atlético Grau |  |

| Piura | Alianza Atlético | 2 – 2 | Universitario |  |

| Lima | Universitario | 3 – 0 | Manucci |  |

| Lima | Sporting Cristal | 0 – 0 | Universitario |  |

| Lima | Universitario | 1 – 1 | Melgar |  |

| Lima | Universitario | 2 – 0 | Sport Huancayo |  |

| Cajamarca | Universidad Técnica de Cajamarca | 1 – 1 | Universitario |  |

### Coppa Libertadores
Seconda fase
| Guayaquil 23 febbraio 2022 Andata                 | Barcelona SC | 2 – 0 | Universitario |  |
| \| \| \| \| \| Castillo Garcés \| Marcatori \| \| |              |       |               |  |
|                                                   |              |       |               |  |
| Castillo Garcés                                   | Marcatori    |       |               |  |

| Lima 2 marzo 2022 Ritorno                  | Universitario | 0 – 1    | Barcelona SC |  |
| \| \| \| \| \| \| Marcatori \| Martínez \| |               |          |              |  |
|                                            |               |          |              |  |
|                                            | Marcatori     | Martínez |              |  |

## Statistiche

### Statistiche di squadra
| Competizione       | Punti | Totale | Totale | Totale | Totale | Totale | Totale | DR  |
| Competizione       | Punti | G      | V      | N      | P      | Gf     | Gs     | DR  |
| ------------------ | ----- | ------ | ------ | ------ | ------ | ------ | ------ | --- |
| Primera División   | 61    | 36     | 17     | 10     | 9      | 50     | 29     | +21 |
| Coppa Libertadores | 0     | 2      | 0      | 0      | 2      | 0      | 3      | -3  |
| Totale             | 61    | 38     | 17     | 10     | 11     | 50     | 32     | +18 |